# Draft NFL 1972
Il Draft NFL 1972 si è tenuto dal 1° al 2 febbraio 1972.

## Primo giro
|  | = Pro Bowler |  | = Hall of Famer |

| Scelta # | Squadra                                                         | Giocatore       | Ruolo            | College           |
| -------- | --------------------------------------------------------------- | --------------- | ---------------- | ----------------- |
| 1        | Buffalo Bills                                                   | Walt Patulski   | Defensive end    | Notre Dame        |
| 2        | Cincinnati Bengals                                              | Sherman White   | Defensive end    | California        |
| 3        | Chicago Bears (Dai New York Giants)                             | Lionel Antoine  | Offensive tackle | Southern Illinois |
| 4        | St. Louis Cardinals                                             | Bobby Moore     | Wide receiver    | Oregon            |
| 5        | Denver Broncos                                                  | Riley Odoms     | Tight end        | Houston           |
| 6        | Houston Oilers                                                  | Greg Sampson    | Defensive end    | Stanford          |
| 7        | Green Bay Packers                                               | Willie Buchanon | Defensive back   | San Diego State   |
| 8        | New Orleans Saints                                              | Royce Smith     | Guard            | Georgia           |
| 9        | New York Jets                                                   | Jerome Barkum   | Wide receiver    | Jackson State     |
| 10       | Minnesota Vikings (Dai New England Patriots)                    | Jeff Siemon     | Linebacker       | Stanford          |
| 11       | Green Bay Packers (Dai San Diego Chargers)                      | Jerry Tagge     | Quarterback      | Nebraska          |
| 12       | Chicago Bears                                                   | Craig Clemons   | Defensive back   | Iowa              |
| 13       | Pittsburgh Steelers                                             | Franco Harris   | Running back     | Penn State        |
| 14       | Philadelphia Eagles                                             | John Reaves     | Quarterback      | Florida           |
| 15       | Atlanta Falcons                                                 | Clarence Ellis  | Defensive back   | Notre Dame        |
| 16       | Detroit Lions                                                   | Herb Orvis      | Defensive end    | Colorado          |
| 17       | New York Giants (Dai Los Angeles Rams via New England Patriots) | Eldridge Small  | Defensive back   | Texas A&I         |
| 18       | Cleveland Browns                                                | Thom Darden     | Defensive back   | Michigan          |
| 19       | San Francisco 49ers                                             | Terry Beasley   | Wide receiver    | Auburn            |
| 20       | New York Jets (Dai Washington Redskins)                         | Mike Taylor     | Linebacker       | Michigan          |
| 21       | Oakland Raiders                                                 | Mike Siani      | Wide receiver    | Villanova         |
| 22       | Baltimore Colts                                                 | Tom Drougas     | Offensive tackle | Oregon            |
| 23       | Kansas City Chiefs                                              | Jeff Kinney     | Running back     | Nebraska          |
| 24       | New York Giants (dai Minnesota Vikings)                         | Larry Jacobson  | Defensive end    | Nebraska          |
| 25       | Miami Dolphins                                                  | Mike Kadish     | Defensive tackle | Notre Dame        |
| 26       | Dallas Cowboys                                                  | Bill Thomas     | Running back     | Boston College    |

## Hall of Fame
All'annata 2022, due giocatori della classe del Draft 1972 sono stati inseriti nella Pro Football Hall of Fame:
- Franco Harris, Guardia da Penn State, scelto come tredicesimo assoluto dai Pittsburgh Steelers.

Induzione: Professional Football Hall of Fame, classe del 1990.
- Cliff Branch, Wide receiver da Colorado, scelto come 98º assoluto dagli Oakland Raiders.

Induzione: Professional Football Hall of Fame, classe del 2022.